# Hochhaus am Park

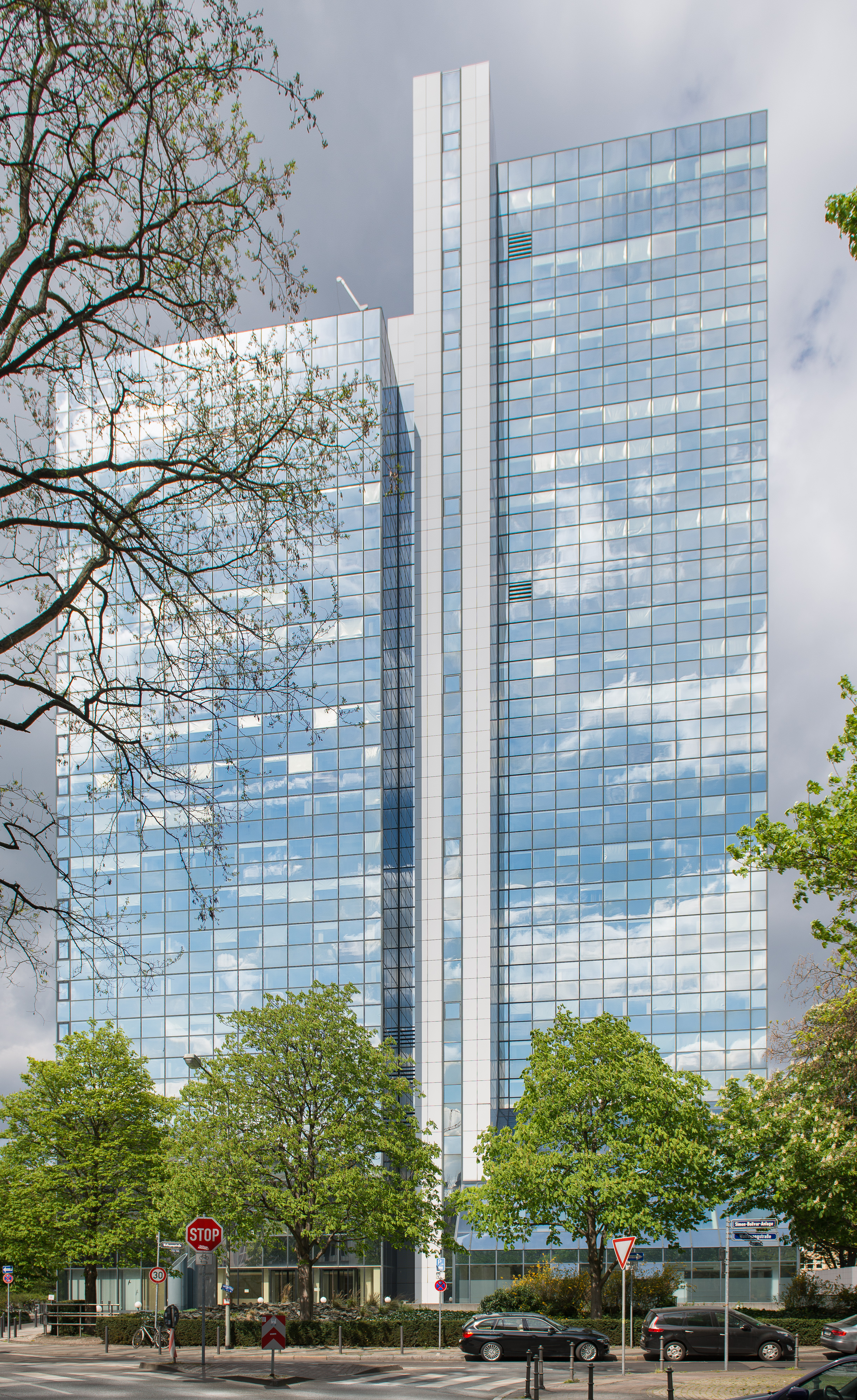
Ansicht von Süden vor dem Umbau

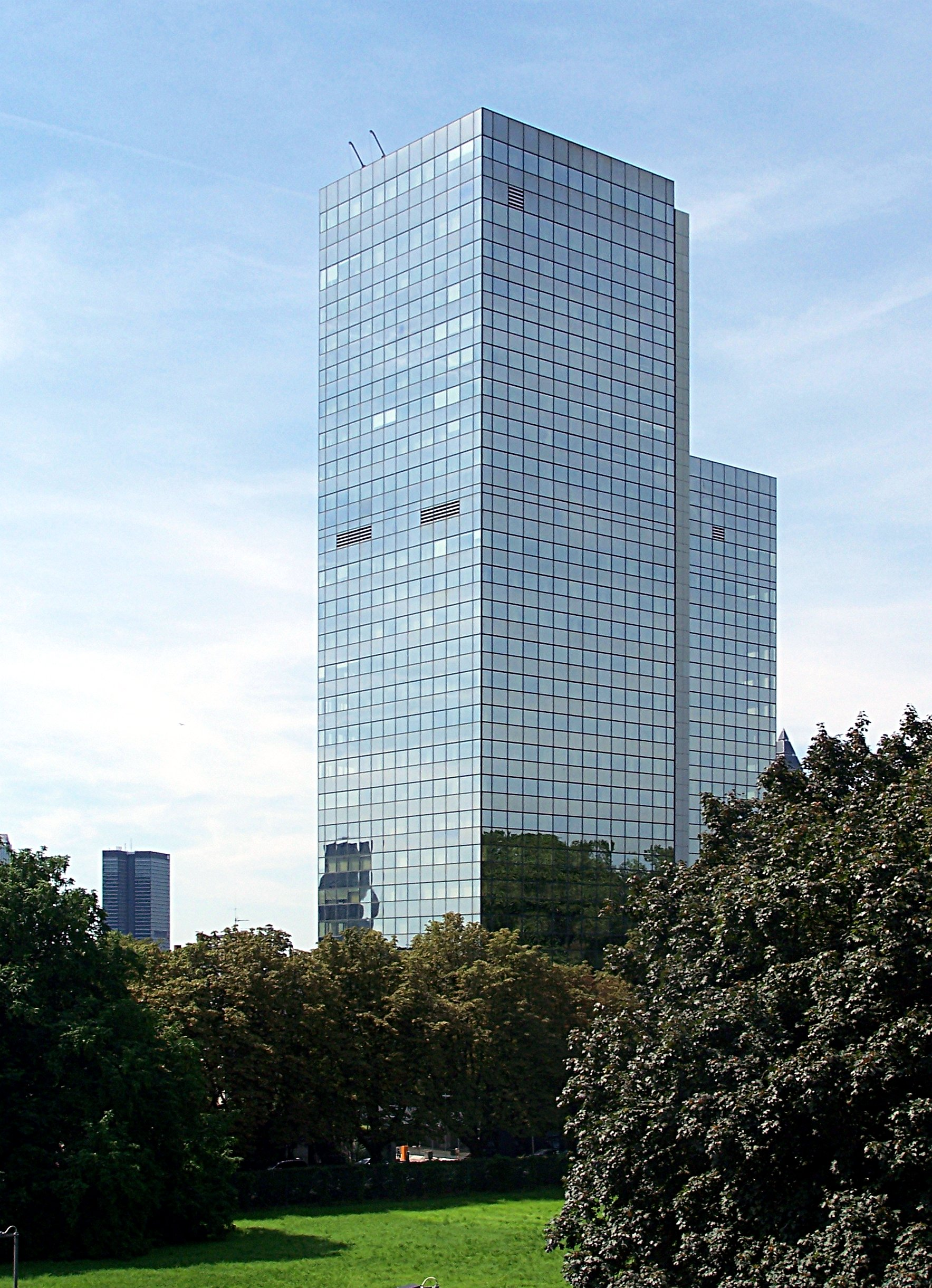
Nordansicht vom Grüneburgpark vor dem Umbau

Das 160 Park View (ursprünglich Westend Center, bis 2016 Hochhaus am Park) ist ein 96 Meter hohes Hochhaus in Frankfurt am Main.

## Geschichte
Es wurde 1975 vom Frankfurter Architektenbüro ABB Architekten erbaut und befindet sich im Stadtteil Westend-Nord in unmittelbarer Nähe des Grüneburgparks und des Campus Westend. Der Bebauungsplan hatte (entsprechend der Bebauung in der Nachbarschaft) eine vierstöckige Bebauung vorgesehen. Das Gebäude verfügt jedoch dank großzügiger Befreiungen der Stadt über 26 Obergeschosse. Erst Ende der 1970er Jahre wurde der Bebauungsplan angepasst. Doch auch die genehmigte Höhe wurde um mehr als sechs Meter überschritten. Die Stadt verfügte einen Baustopp. In einem Vergleich zahlte der Bauherr Willi Göbel eine Million DM und durfte weiterbauen. Der nächste Konflikt entspann sich um die Zahl der Stellplätze. 1978 stand das Objekt zur Zwangsversteigerung an. Es fand sich jedoch kein Bieter.
Erst 1985 wurde das Haus fertiggestellt, erhielt die Glasfassade und den Namen Hochhaus am Park. Neuer Eigentümer war nun die Allianz Lebensversicherung. In den 1990er Jahren erfolgte eine umfassende Renovierung. Es diente als Bürogebäude, u. a. für BDO und als Hauptsitz der Hessischen Berufsakademie, welche 1990 hier gegründet wurde.
2016 erwarb der Projektentwickler RFR das leer stehende Gebäude. Im höheren der beiden Gebäudeteile entstehen ca. 130 Miet- und Eigentumswohnungen, im niedrigeren ein Hotel. Die entsprechenden Umbauarbeiten an dem nunmehr 160, Park View genannten Gebäude haben sich in der Vergangenheit erheblich verzögert. Nachdem der jetzige Eigentümer RFR das Gebäude 2016 erworben hatte, war ursprünglich geplant, in der ersten Jahreshälfte 2020 die Eigentumswohnungen in dem Gebäude an die Käufer übergeben zu können. Sodann wurde den Interessenten der 129 Wohnungen eine Fertigstellung bis zum 1. März 2021 garantiert. Auch hierzu kam es jedoch nicht. Das Ende der Arbeiten wurde nunmehr ins erste Halbjahr 2023 verlegt. Aktuell (Stand: Februar 2024) ist nunmehr die Fertigstellung der Umbauarbeiten für das Ende des Kalenderjahres 2024 geplant. Aufgrund der Verzögerungen kam es bereits zu Rechtstreitigkeiten zwischen den Käufern und den Bauherrn des Gebäudes; laut Presseberichten seien bereits Entschädigungszahlungen an die Käufer wegen der erheblich verzögerten Bauarbeiten geleistet worden.

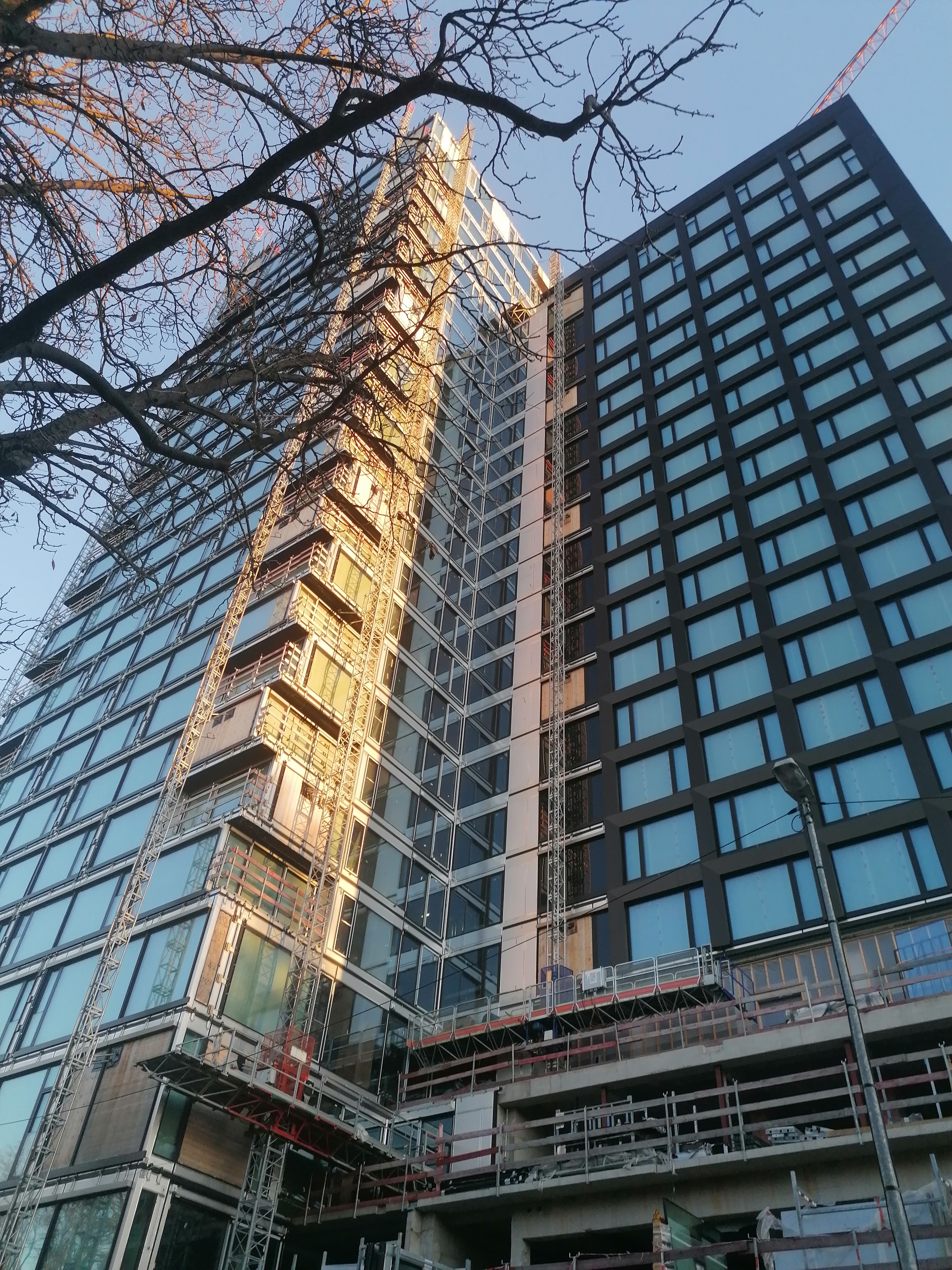
Umbauarbeiten von Norden (Oktober 2021)

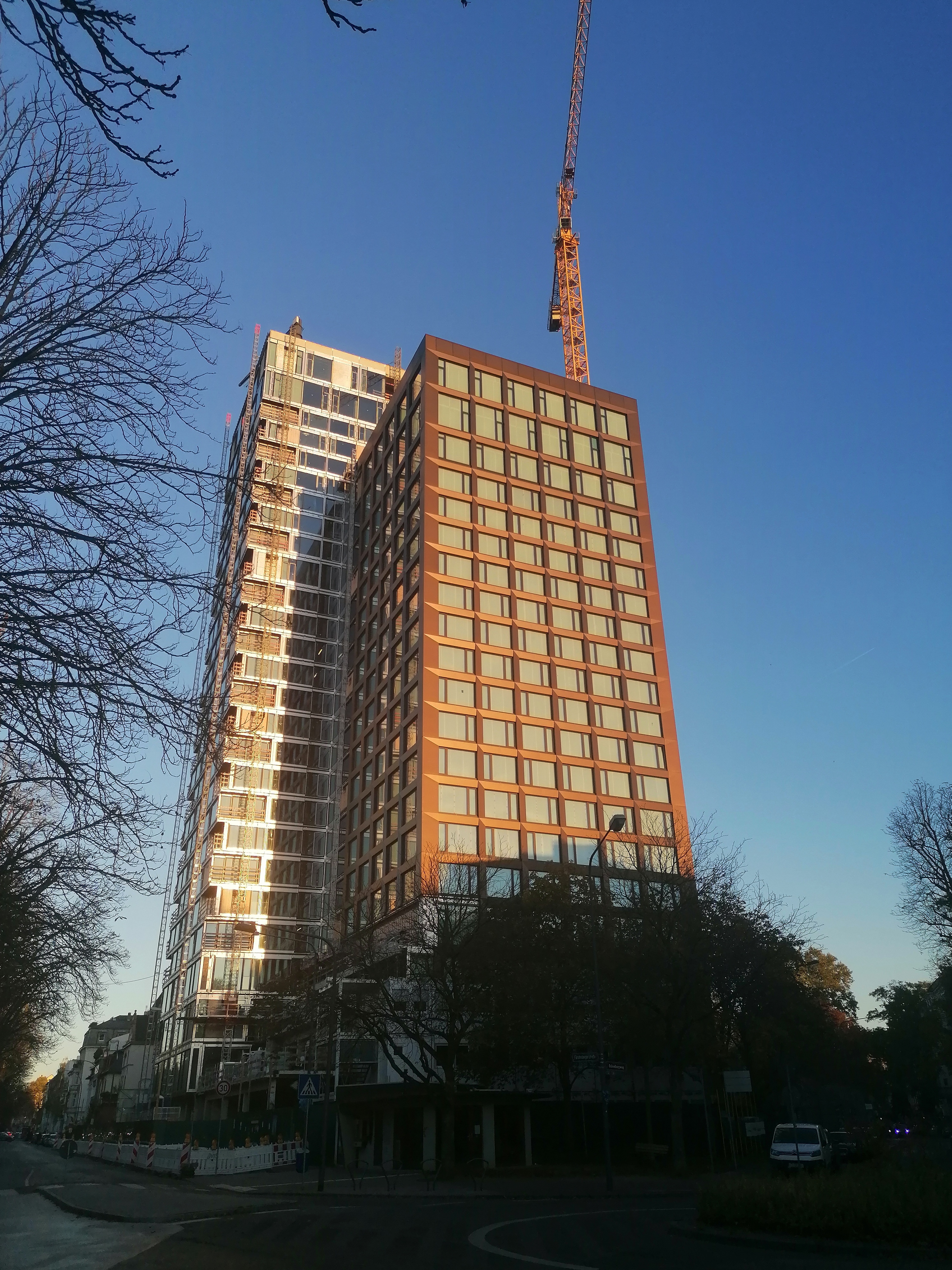
Von Westen (Oktober 2021)